# تومي تاكر (مغني)
تومي تاكر (بالإنجليزية: Tommy Tucker)‏ هو عازف بيانو ومغني وكاتب أغاني أمريكي، ولد في 5 مارس 1933 في سبرينغفيلد في الولايات المتحدة، وتوفي في 22 يناير 1982 في نيوآرك في الولايات المتحدة.

## وصلات خارجية
- تومي تاكر على موقع ميوزك برينز (الإنجليزية)
- تومي تاكر على موقع ميوزك برينز (الإنجليزية)
- تومي تاكر على موقع ديسكوغز (الإنجليزية)
- تومي تاكر على موقع ديسكوغز (الإنجليزية)